# Vila Júlia
.
Vila Júlia é um bairro do município brasileiro de Guarujá, estado de São Paulo. Em 2010, começou a receber investimentos do Governo Federal.
No bairro fica o Túnel da Vila Júlia, na Via Vereador Lídio Martins Correa, caminho para as praias da Enseada e de Pernambuco